# Giao tranh tại Pont-de-l'Arche
Lỗi Lua trong Mô_đun:Location_map tại dòng 495: Không có giá trị kinh độ.
Cuộc giao tranh tại Pont-de-l'Arche (gần Rouen) đã diễn ra vào ngày 9 tháng 6 năm 1940, trong Trận chiến nước Pháp trên Mặt trận phía Tây của cuộc Chiến tranh thế giới thứ hai. Đây là một hoạt động trì hoãn quyết liệt của lực lượng Groupe Franc motorisé de cavalerie của Pháp trước bước tiến của Sư đoàn tăng (Panzer) số 7 của quân đội Đức Quốc xã dưới quyền chỉ huy của tướng Erwin Rommel, nhằm tạo điều kiện cho quân đội Pháp tiến hành triệt thoái. Ít người biết đến trận đánh này.

## Đội hình của Groupe Franc de Cavalerie số 4 trong ngày 8 tháng 9 năm 1940
- Chỉ huy: Đại úy François Huet.
- Binh lực: 177 người (trong đó có 8 sĩ quan), 19 sĩ quan cấp thấp và 150 kỵ binh;
  - 1 trung đội chỉ huy,
  - 1 một trung đội tăng, với 2 chiếc AMC-35 (1/3 trong số đó là xe tăng hỏng),
  - 1 trung đội xe bọc thép,
  - 1 trung đội chống tăng, với 2 khẩu pháo chống tăng 47mm,
  - 1 trung đội chống tăng, với 2 khẩu pháo 25mm,
  - 1 trung đội súng máy hạng nặng,
  - 1 trung đội mô tô hóa,
  - 1 trung đội súng cối.

Groupe Franc số 4 được dự kiến là sẽ có "cả chục chiếc Somua nặng 37 tấn" (Broche, sách đã dẫn), nhưng điều này không phải là sự thật.